# Bunbu gakkō
Bunbu gakkō (文武学校 Văn võ học hiệu) là trường học của phiên Matsushiro dưới thời Edo Mạc phủ Tokugawa tọa lạc tại nơi ngày nay là một phần của thành phố Nagano thuộc vùng Chūbu, Nhật Bản. Trong số hơn 250 trường học của phiên còn lại ở Nhật Bản vào cuối thời Edo, đây là ngôi trường duy nhất còn tồn tại ở dạng gần như nguyên vẹn. Trường được công nhận là Di tích Lịch sử Quốc gia Nhật Bản vào năm 1953. 205373

## Tổng quan
Bunbu gakkō được thành lập vào năm 1855 dưới thời phiên chủ thứ 8 của phiên Matsushiro, Sanada Yukitsura, mặc dù một số trường đã được thành lập cả trong Matsushiro và trong khu dinh điện Edo của phiên kể từ thời phiên chủ thứ 6 Sanada Yukihiro vào năm 1758. Việc khởi công ngôi trường bắt đầu vào năm 1851, nhưng việc hoàn thành bị trì hoãn do một trận hỏa hoạn đã phá hủy phần lớn jōkamachi (thị trấn dưới chân thành) Matsushiro. Trường được định hình dựa theo đề xuất của Sakuma Shōzan, và giảng dạy kết hợp Hán học, nghi thức phái Ogasawara-ryū, Đông y  và võ thuật cùng với các chủ đề về Hà Lan học, bao gồm y học, khoa học quân sự và pháo binh phương Tây. Không giống như hầu hết các trường học của phiên khác, trường không dạy Nho giáo, và không có điện thờ Khổng Tử trong khuôn viên.
Suốt trong thời Bakumatsu, sự chú trọng vào khoa học quân sự phương Tây chiếm vị trí chủ đạo, và một số giảng viên quân sự người Pháp được tuyển dụng. Phiên này cũng thuê Takeda Ayasaburō, cựu giáo viên tại Kaiseijō (開成所) của Mạc phủ và là kiến trúc sư của tòa thành năm góc Goryōkaku ở Hokkaidō vào giảng dạy. Sau Minh Trị Duy tân, khu phức hợp tiếp tục được sử dụng như một trường học theo hệ thống giáo dục mới của chính phủ cho đến những năm 1960.
Tổng diện tích của trường là 1500 mét vuông trên một khu đất rộng 3089 mét vuông. Nó đã được cải tạo từ năm 1973-1978, khi nó được mở cửa cho công chúng như một bảo tàng.